# Marble (Colorado)
Pour les articles homonymes, voir Marble (homonymie).
Marble est une ville américaine située dans le comté de Gunnison dans le Colorado.

## Démographie
Selon le recensement de 2010, Marble compte 131 habitants. La municipalité s'étend sur 0,39 milles carrés (1,01 km2).
| 1900 | 1910 | 1920 | 1930 | 1940 | 1950 |
| ---- | ---- | ---- | ---- | ---- | ---- |
| 101  | 782  | 81   | 217  | 240  | 8    |

| 1960 | 1970 | 1980 | 1990 | 2000 | 2010 |
| ---- | ---- | ---- | ---- | ---- | ---- |
| 5    | 13   | 30   | 64   | 105  | 131  |

## Étymologie
La ville doit son nom à ses carrières de marbre de Yule (Yule marble en anglais), qui ont notamment servi à la construction du Lincoln Memorial.